# John Abbot (poète)
Ne pas confondre avec l'entomologiste et ornithologue américain John Abbot.
Pour les articles homonymes, voir Abbot.
John Abbot, né en 1587/1588 et mort vers 1650, est un prêtre catholique et poète anglais  

## Biographie
John abbot est peut-être né à Londres ou à Leicester. On croit qu'il était le neveu de George Abbot, l'Archevêque de Canterbury et de Robert Abbot, l'évêque de Salisbury. Il était donc issu d'une famille anglicane. Après avoir fait ses études au Balliol College d'Oxford, il voyagea sur le continent où il se convertit au catholicisme. De retour en Angleterre, il fut Jésuite pendant un certain temps, avant de quitter l'Ordre et œuvrer comme prêtre séculier. 
En 1635, Abbot fut arrêté comme prêtre catholique et emprisonné dans la prison de Gatehouse au Palais de Westminster mais fut libéré après un an. Nouvelle arrestation en 1637: il semble alors avoir passé le reste de sa vie en prison. En 1641 il fut condamné à mort, avec d'autres prêtres catholiques, mais la condamnation ne fut pas exécutée, et il semble qu'ait passé le reste de ses jours en prison où il mourut en 1650.

## Sélection d'œuvres
- (en) Jesus Praefigured (1623)
- (en) The Sad Condition of a Distracted Kingdome (1645)
- (en) Devout Rhapsodies (2 vols., 1647)

L'œuvre la plus connue d'Abbot est son poème Devout Rhapsodies (2 vols., 1647), sur la guerre dans les cieux et la tentation et la chute de l'homme. L'œuvre peut être considérée comme un précurseur du Paradis perdu de Milton.